# Доње Табориште (Глина)
Доње Табориште је насељено мјесто на подручју града Глине, Банија, Република Хрватска.

## Историја
Доње Табориште се од распада Југославије до августа 1995. године налазило у Републици Српској Крајини.

## Становништво
На попису становништва 2011. године, Доње Табориште је имало 40 становника.
| Националност       | 1991.        |
| Хрвати             | 111 (92,50%) |
| Срби               | 1 (0,83%)    |
| Југословени        | 4 (3,33%)    |
| остали и непознато | 4 (3,33%)    |
| Укупно             | 120          |

| Демографија | Демографија | Демографија |
| Година      | Становника  | Становника  |
| ----------- | ----------- | ----------- |
| 1961.       | 180         |             |
| 1971.       | 166         |             |
| 1981.       | 148         |             |
| 1991.       | 120         |             |
| 2001.       | 59          |             |
| 2011.       |             | 40          |